# بيل جويس (لاعب كرة قاعدة)
بيل جويس (بالإنجليزية: Bill Joyce) هو لاعب كرة قاعدة أمريكي، ولد في 21 سبتمبر 1865 في سانت لويس في الولايات المتحدة، وتوفي بنفس المكان في 8 مايو 1941.

## وصلات خارجية
- بيل جويس على موقعبيزبول رفرنس.كوم (الدوري الرئيسي) (الإنجليزية)
- بيل جويس على موقعبيزبول رفرنس.كوم (الدوري الثانوي) (الإنجليزية)
- بيل جويس على موقع إي إس بي إن.كوم (أم.أل.بي) (الإنجليزية)